# Serrat del Coll Xerigot
El Serrat del Coll Xerigot és una serra situada al municipi de Montferrer i Castellbò a la comarca de l'Alt Urgell, amb una elevació màxima de 1.894 metres.